# Västmanlands golfdistriktsförbund
Västmanlands golfdistriktsförbund omfattar golfklubbarna i Västmanlands län.

## Golfklubbar i Västmanlands golfdistriktsförbund

### Arboga golfklubb
Arboga golfklubb bildades 1988. Banan ligger omkring 3 kilometer väster om Arboga vid sjön Tjurlången. Intill klubbhuset finns husvagnsplatser.
| Haketorp | 18 hål | Par 72 | 5861 5023 | Skogsbana | Spelklar 1991 | Arkitekt: Sune Linde |

### Fagersta golfklubb
Fagersta golfklubb bildades 1969.
| Hedkärra golfbana | 18 hål | Par 71 | 5400 4652 | Park- och skogsbana | Spelklar 9 hål 1973, 18 hål 1992 | Arkitekt: Sune Linde, S Söderberg |

### Frösåkers golfklubb
Frösåkers golfklubb i Västerås bildades 1987. Klubben ligger i Kärrbo socken, numera Kungsåra församling i gamla Siende härad.
| Frösåkers golfbana | 18 hål | Par 72 | 6619 5854 5291 4899 | Park- och seasidebana | Spelklar 1989 | Arkitekt: Sune Linde |

### Fullerö golfklubb
Fullerö golfklubb i Västerås bildades 1988. 2004 utsågs klubben till Årets golfklubb.
| Fullerö golfbana | 18 hål | Par 71 | 5942 5624 4849 | Park- och skogsbana | Spelklar 1990 | Arkitekt: Åke Hultström |

### Heby golfklubb
Heby golfklubb bildades 2006.
| Sävne golfbana | 9 hål | Par 29 | 1665 m | Parkbana | Spelklar 2006 | Arkitekt: Rune Löfgren |

### Hälla golfklubb
Hälla golfklubb i Västerås bildades 2000.
| Hälla golfbana | 9 hål | Par 33 |  | Parkbana | Spelklar 2000 | Arkitekt: |

### Köpings golfklubb
Köpings golfklubb bildades 1963.
| Köpings golfbana | 18 hål | Par 71 |  | Park- och skogsbana | Spelklar 9 hål 1965, 18 hål 1983 | Arkitekt: Douglas Brasier, Jan Sederholm |

### Orresta golfklubb
Orresta golfklubb ligger i Västmanland.
| Orresta golfbana | 18 hål | Par 72 | 5700 4650 | Park- och skogsbana | Spelklar 1997 | Arkitekt: Bengt Lorichs |

### Sala golfklubb
Sala golfklubb bildades 1970 i Sala kommun.
| 18-hålsbanan | 18 hål | Par 72 |  | Park- och skogsbana | Spelklar 9 hål 1970, 18 hål 1988 | Arkitekt: Douglas Brasier, Sune Linde |

| 9-hålsbanan | 9 hål | Par 36 |  | Park- och skogsbana | Spelklar 2002 | Arkitekt: Bengt Lorichs, Jeremy Turner |

### Skerike golfklubb
Skerike golfklubb i Västerås bildades 1992.
| 18-hålsbanan | 18 hål | Par 72 | 5715 4835 | Parkbana | Spelklar 1995 | Arkitekt: Egen regi |

| 9-hålsbanan | 9 hål | Par 31 | 1768 1525 | Parkbana | Spelklar 1995 | Arkitekt: Egen regi |

### Strömsholms golfklubb
Strömsholms golfklubb bildades 1991.
| Strömsholms golfbana | 9 hål | Par 36 | 2870 2380 | parkbana | Spelklar 2000 | Arkitekt: Bengt Lorichs |

### Surahammars golfklubb
Surahammars golfklubb bildades 1988 Spelrätt.
| Surahammars golfbana | 18 hål | Par 72 |  | Park- och skogsbana | Spelklar 1990 | Arkitekt: Sune Linde |

### Tortuna golfklubb
Huvudartikel: Tortuna GK

### Västerås golfklubb
Huvudartikel: Västerås GK
Västerås golfklubb i Västerås bildades 1931.
| Bjärby | 18 hål | Par 70 | 5760 5575 4760 | Park/Skogsbana | Spelklar 1931 | Arkitekt: Rafael Sundblom/Nils Sköld |

### Ängsö golfklubb
Ängsö golfklubb i Västerås bildades 1979.
| Ängsö golfbana | 18 hål | Par 72 | 5880 5399 5029 | Park- och skogsbana | Spelklar 1984 | Arkitekt: Åke Hultström |